# Црква Успења Пресвете Богородице у Равној Реци
Црква Успења Пресвете Богородице у Равној Реци, насељеном месту на територији општине Владичин Хан, православни је храм који припада Епархији врањској Српске православне цркве.
Црква посвећена Успењу Пресвете Богородице подигнута је у периоду између 1930. и 1937. године, трудом и залагањем мештана овог села и села Солачка Сена. Црква је освећена 1937. године, од стране тадашњег митрополита скопског Јосифа Цвијовића.
Звоно за ову цркву поклонила је 1935. године краљевска породица Карађорђевић.
У периоду од 2010. до 2015. године, на цркви су урађени најнужнији радови на санацији крова и спољашњој фасади. Због урушености, приступило се изградњи новог звоника, који је завршен 2017. године и у који је постављено звоно, дар породице Карађорђевић.